# Christiane Jolissaint
Christiane Jolissaint (Vevey, 12 september 1961) is een voormalig tennisspeelster uit Zwitserland. Jolissaint begon met tennis toen zij tien jaar oud was.

## Loopbaan
In 1977 kwam ze voor het eerst uit voor Zwitserland op de Fed Cup, waar ze veertig partijen speelde. Tweemaal bereikten zij de halve finale van de Wereldgroep, in 1981 en in 1983. Tussen 2008 en 2012 was ze captain van het Fed Cup-team.
In 1979 was Jolissaint nationaal kampioen van Zwitserland.
Jolissaint won in haar carrière acht WTA-titels in het damesdubbelspel, waarvan zes met de Nederlandse Marcella Mesker. Haar beste resultaat op de grandslamtoernooien is het bereiken van de halve finale, eenmaal op het vrouwendubbelspeltoernooi van het US Open 1984, samen met Marcella Mesker, en andermaal op het gemengd dubbelspeltoernooi van het Australian Open 1987, samen met landgenoot Dominik Utzinger.
In het enkelspel bereikte zij de 28e positie op de WTA-ranglijst, in december 1983; in het dubbelspel de 26e positie, in mei 1988.
Sinds 2015 is Jolissaint voorzitter van de Zwitserse Tennisbond. In 2017 werd ze in het bestuur van Tennis Europe verkozen.

## Posities op deWTA-ranglijst
Positie per einde seizoen:
| jaar | rang enkelspel | rang dubbelspel |
| ---- | -------------- | --------------- |
| 1983 | 31             | –               |
| 1984 | 58             | –               |
| 1985 | 33             | –               |
| 1986 | 130            | 80              |
| 1987 | 82             | 78              |
| 1988 | 130            | 37              |

## Resultaten grandslamtoernooien
| Legenda | Legenda                          |
| ------- | -------------------------------- |
| g.t.    | geen toernooi gehouden           |
| l.c.    | lagere categorie                 |
| –       | niet deelgenomen                 |
| G       | uitgeschakeld in de groepsfase   |
| 1R      | uitgeschakeld in de eerste ronde |
| 2R      | uitgeschakeld in de tweede ronde |
| 3R      | uitgeschakeld in de derde ronde  |
| 4R      | uitgeschakeld in de vierde ronde |
| KF      | uitgeschakeld in de kwartfinale  |
| HF      | uitgeschakeld in de halve finale |
| F       | de finale verloren               |
| W       | het toernooi gewonnen            |
| w-v     | winst/verlies-balans             |

### Enkelspel
| toernooi        | 1980 | 1981 | 1982 | 1983 | 1984 | 1985 | 1986 | 1987 | 1988 | w-v |
| --------------- | ---- | ---- | ---- | ---- | ---- | ---- | ---- | ---- | ---- | --- |
| Australian Open | 1R   | –    | 1R   | –    | 3R   | 2R   | g.t. | 3R   | 1R   | 5-6 |
| Roland Garros   | 1R   | 1R   | –    | 2R   | 1R   | 3R   | 1R   | –    | 2R   | 4-7 |
| Wimbledon       | 2R   | 2R   | –    | 2R   | 2R   | 1R   | 1R   | –    | 2R   | 5-7 |
| US Open         | 1R   | –    | –    | 1R   | 1R   | 1R   | 1R   | –    | –    | 0-5 |

### Vrouwendubbelspel
| toernooi        | 1980 | 1981 | 1982 | 1983 | 1984 | 1985 | 1986 | 1987 | 1988 |
| --------------- | ---- | ---- | ---- | ---- | ---- | ---- | ---- | ---- | ---- |
| Australian Open | 2R   | –    | KF   | –    | 2R   | 1R   | g.t. | 2R   | 3R   |
| Roland Garros   | 2R   | 1R   | –    | 1R   | 2R   | 1R   | 2R   | –    | 1R   |
| Wimbledon       | 1R   | 1R   | 1R   | 2R   | 2R   | 1R   | 1R   | –    | 2R   |
| US Open         | 3R   | –    | –    | –    | HF   | 3R   | 2R   | –    | –    |

### Gemengd dubbelspel
| Australian Open | –  | –  | –  | g.t. | HF | –  | 3-1 |
| Roland Garros   | –  | –  | 3R | 1R   | –  | KF | 4-3 |
| Wimbledon       | 1R | 3R | 3R | 2R   | –  | –  | 4-4 |
| US Open         | –  | –  | –  | –    | –  | –  | 0-0 |

## Palmares
| Legenda                |
| ---------------------- |
| Grandslamtoernooi      |
| Olympische Spelen      |
| Year-End Championships |
| Tier I                 |
| Tier II                |
| Tier III               |
| Tier IV & V            |

### WTA-finaleplaatsen enkelspel
| nr.              | finale     | toernooi    | ondergrond    | tegenstandster   | score         |
| ---------------- | ---------- | ----------- | ------------- | ---------------- | ------------- |
| gewonnen finales |            |             |               |                  |               |
| geen             |            |             |               |                  |               |
| verloren finales |            |             |               |                  |               |
| 1.               | 1980-02-10 | WTA Calgary | hardcourt (i) | Regina Maršíková | 6-4, 6-7, 2-6 |

### WTA-finaleplaatsen vrouwendubbelspel
| nr.              | finale     | toernooi                | ondergrond    | partner             | tegenstandsters                     | score         |
| ---------------- | ---------- | ----------------------- | ------------- | ------------------- | ----------------------------------- | ------------- |
| gewonnen finales |            |                         |               |                     |                                     |               |
| 1.               | 1981-01-30 | WTA Roanoke             | tapijt (i)    | Marcella Mesker     | Kateřina Skronská Marcela Skuherská | 6-1, 3-6, 6-1 |
| 2.               | 1981-02-15 | WTA Columbus            | hardcourt (i) | Marcella Mesker     | Renee Blount Jane Stratton          | 6-3, 6-4      |
| 3.               | 1981-02-22 | WTA Nashville           | tapijt (i)    | Marcella Mesker     | Marjorie Blackwood Susan Leo        | 6-3, 6-3      |
| 4.               | 1983-05-15 | WTA Lugano              | gravel        | Marcella Mesker     | Petra Delhees Patricia Medrado      | 6-2, 3-6, 7-5 |
| 5.               | 1984-01-29 | WTA Pittsburgh          | tapijt (i)    | Marcella Mesker     | Anna-Maria Fernandez Trey Lewis     | 7-6, 6-4      |
| 6.               | 1984-05-13 | WTA Lugano              | gravel        | Marcella Mesker     | Iva Budařová Marcela Skuherská      | 6-4, 6-3      |
| 7.               | 1988-01-10 | WTA Sydney              | gras          | Ann Henricksson     | Claudia Kohde-Kilsch Helena Suková  | 7-6, 4-6, 6-3 |
| 8.               | 1988-05-22 | WTA Genève              | gravel        | Dianne Van Rensburg | Maria Lindström Claudia Porwik      | 6-1, 6-3      |
| verloren finales |            |                         |               |                     |                                     |               |
| 1.               | 1981-04-05 | WTA Boise               | tapijt (i)    | Marcella Mesker     | Sherry Acker Paula Smith            | 5-7, 6-7      |
| 2.               | 1985-01-06 | Tournament of Champions | hardcourt (i) | Marcella Mesker     | Betsy Nagelsen Paula Smith          | 3-6, 4-6      |
| 3.               | 1987-12-06 | WTA Buenos Aires        | gravel        | Jill Hetherington   | Mercedes Paz Gabriela Sabatini      | 2-6, 2-6      |